# Saint-Méen
Saint-Méen é uma comuna francesa na região administrativa da Bretanha, no departamento Finisterra. Estende-se por uma área de 11,63 km². Em 2010 a comuna tinha 942 habitantes (densidade: 81 hab./km²).